# Gustavo Bebianno
Gustavo Bebianno Rocha, avocat et homme politique brésilien, est né à Rio de Janeiro le 18 janvier 1964 et mort le 14 mars 2020 à Teresópolis.
Il est secrétaire général de la présidence de la République du premier gouvernement de Jair Bolsonaro de janvier à février 2019.

## Biographie
Gustavo Bebianno commence ses études de droit à l'université pontificale catholique de Rio de Janeiro. Mais il les interrompt en 1990 lorsqu’il devient ceinture noire de jiu-jitsu brésilien et va à Miami enseigner cette discipline. Quatre ans plus tard, Il rentre au Brésil pour finir ses études, mais retourne en Floride en 2006 pour ouvrir une académie sportive avec un ami. Il ne reviendra habiter définitivement au Brésil qu’en 2008.
En 2014, il offre ses services d’avocat à celui qui était alors simple député fédéral du PP, Jair Bolsonaro. Ce dernier l’ignore, mais change cependant d’avis en 2017 car il cherche à former une équipe pour la campagne présidentielle de 2018. Gustavo Bebianno va alors devenir la clé de voûte de ce combat électoral. En 2018, Jair Bolsonaro adhère au PSL et Bebianno devient d’abord vice-président, puis président du parti. Le 21 novembre 2018, Bolsonaro le nomme secrétaire général de la Présidence, poste qui a rang de ministre. En février 2019, éclate une affaire de détournement de fonds publics et partidaires, dite affaire des candidats « orange » au centre de laquelle se trouve Bebianno et qui pousse Jair Bolsonaro à envisager sa démission. Dans le jargon journalistique et policier brésilien, « orange » désigne une personne qui assume juridiquement une responsabilité pour servir de camouflage. Ainsi, un candidat « orange » se porte candidat sans intention de concourir aux élections, dans l’unique but de capter le financement public au bénéfice d’autres candidats.
Le 11 février 2019, la Folha de S.Paulo a révélé qu’une candidate dans l’État de Pernambouc avait reçu 400 000 R$ du PSL, quatre jours avant le vote, alors qu’elle n’avait pas fait campagne, qu’elle avait eu seulement 274 voix. Le journal notait aussi que Bebianno avait réglé des frais d’impression d’une autre candidate pour une entreprise qui n’avait qu’une adresse postale.
Des enquêtes dans la presse ont pointé également d’autres fraudes venant de 18 partis et, totalisant 51 candidatures suspectes. Une d’elles dans l’État de Minas Gerais en liaison avec le ministre du Tourisme, Marcelo Álvaro Antônio.
Puisque Bebianno était le président du PSL au moment de la désignation des candidats, l’affaire est tombée sur ses épaules. Il s’est défendu en disant que le choix des candidats relevait de la responsabilité des bureaux régionaux du parti. Le 12 février, pour prouver qu’il n’est pas isolé, qu’il est toujours en bonne grâce auprès du président, il assure avoir parlé trois fois avec Jair Bolsonaro au téléphone. Mais la famille Bolsonaro qui est déjà aux prises avec l’affaire Queiroz tergiverse.
Le 13 février, Carlos Bolsonaro, fils du président, dément catégoriquement ces conversations par un tweet partagé par son père. Jair Bolsonaro, de son côté, déclare à la presse que « s’il y a des irrégularités, Bebianno devra quitter le gouvernement.
Le lendemain, le ministre de la justice Sérgio Moro, annonce que des enquêtes seront menées sur ces fraudes.
L’affaire prend rapidement les allures d’une crise où les questions politiques se mêlent aux judiciaires, mais aussi aux luttes d’influence auprès du président entre Bebianno et Carlos Bolsonaro. Se sentant abandonné et perdu, Bebianno publie sur Instagram le 16 février un texte de l’écrivain Edgard Abbehusen : « Une personne loyale sera toujours loyale. Le déloyal, pauvre de lui, passera sa vie à attendre que le monde s’écroule sur sa tête… La loyauté est un beau geste dans les amitiés. Seul parvient à être ami celui qui apprend à être loyal. » Le lendemain, il s’épanche ainsi devant la presse pour critiquer l’influence de Carlos Bolsonaro sur son père : « je demande des excuses au Brésil pour avoir rendu possible la candidature de Bolsonaro. Je n’aurais jamais imaginé qu’il serait un président si faible »
Le 18 février, Jair Bolsonaro signe le décret limogeant son ministre. À sa place, il nomme un militaire, Floriano Peixoto,.
En réponse, Bebianno publie les audios de ses échanges téléphoniques, prouvant ainsi que le président et son fils avaient menti quand ils avaient nié « catégoriquement » l’existence de ces conversations,,.
Il meurt d'une crise cardiaque le 14 mars 2020.